# La Matavera
La Matavera és una masia de l'Esquirol (Osona) inclosa a l'Inventari del Patrimoni Arquitectònic de Catalunya.

## Descripció
Masia clàssica de planta rectangular (13 x 10 m), coberta a dues vessants i amb el carener perpendicular a la façana situada a llevant. El cos original presenta un annex a la façana Oest que a nivell constructiu sembla de la mateixa època. Per la façana Sud hi ha diversos annexes moderns (corts) precedits per una lliça que els uneix amb l'edifici. En aquesta mateixa façana hi ha una escala que portava a l'antiga masoveria. A la façana principal, reformada cap a finals dels anys 60 del segle xx, les obertures s'ordenen segons tres eixos verticals de composició. La resta de façanes no presenten cap mena de simetria, i la Oest és la que té més obertures. Totes les obertures de l'edifici són de pedra picada, igual que els escaires. A la façana principal, damunt el balcó central, hi ha l'escut de la Malavera (un braç armat que sosté una mata de grèvol) realitzat a finals dels 60. a les façanes Nord i Oest destaquen dues obertures amb una columna de cantonada. No hi ha cap data ni inscripció al casal.

## Història
Antiga masia citada en documents del segle xii. El seu nom és procedent dels entroncaments dels llinatges Mata i Vera. Hi ha qui opina que primigènia ment podia ser el mas Mateu, citat al Capbreu de Corcó del segle xiv. Té un oratori intern. El casal actual està més enlairat que l'anterior, la Matavera Vella, actualment en runes. L'actual propietari, amb el mateix nom, hi viu permanentment.
La trobem registrada als fogatges de les "Parròquies del terme de Corcó, St. Jolia de Cabrera, St. Llorens Dosmunts, St. Bartomeu Sagorga, St. Vicens de Casserres y St. Martí Çescorts, fogajat a 11 d'octubre 1553 per Bartomeu Bertrana balle com apar en cartes 241", on consta un tal "Bartomeu Metanera", que possiblement és una degeneració de "Matavera".
Apareix en el "Nomenclator de la Provincia de Barcelona. Partido Judicial de Vich. 1860" com a "caserío".